# Vitamín

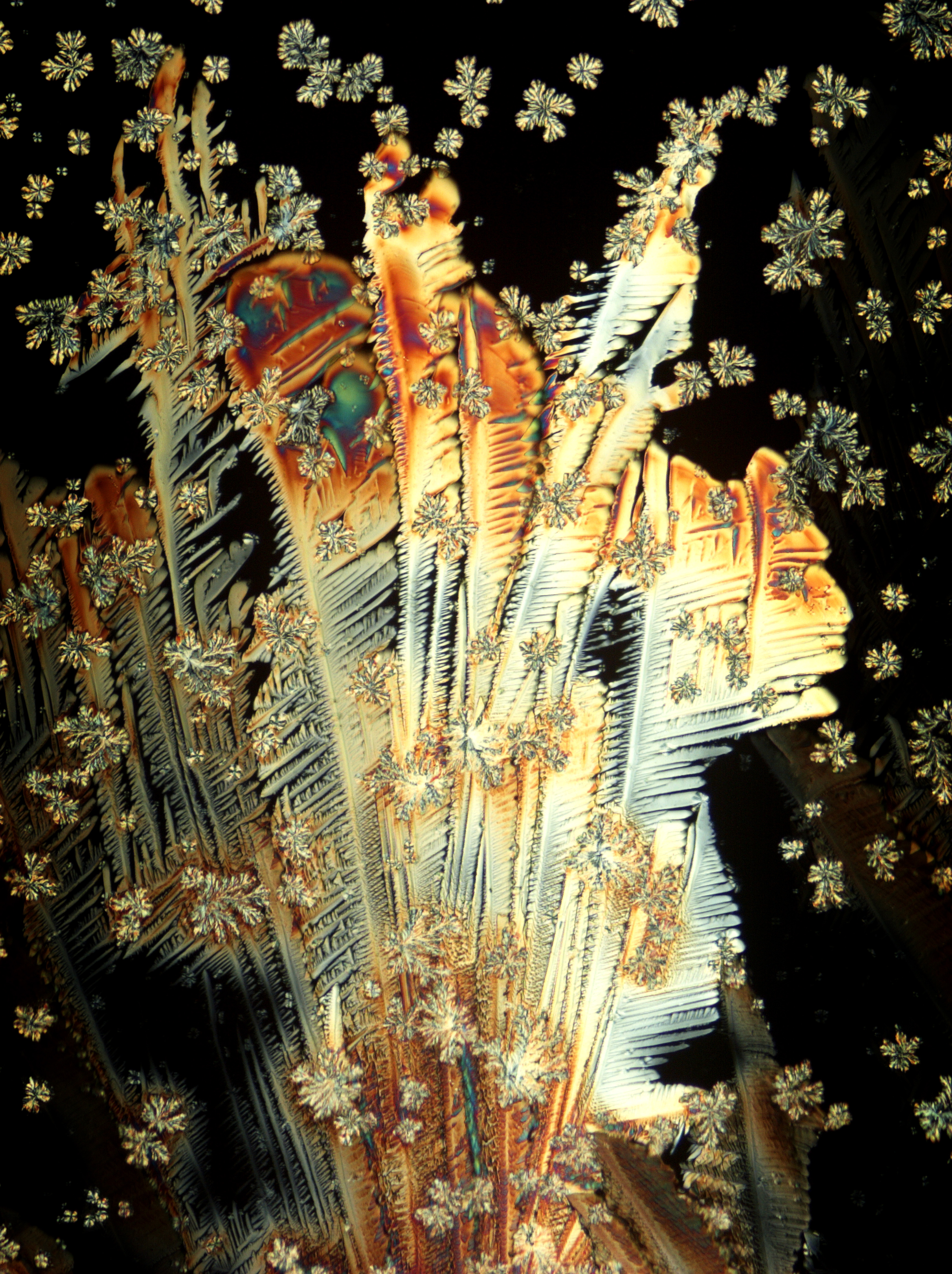
Krystaly vitaminu C v polarizačním mikroskopu (250× zvětšeno)

Vitamíny (také vitaminy) jsou nízkomolekulární látky nezbytné pro život. V lidském organismu mají vitamíny funkci katalyzátorů biochemických reakcí. Podílejí se na metabolismu bílkovin, tuků a cukrů. Existuje 13 základních typů vitamínů. Lidský organismus nedokáže, až na některé výjimky, vitamíny vyrobit, a proto je musí získávat prostřednictvím stravy.
Při nedostatku vitamínů, tzv. avitaminóze, se mohou objevovat poruchy funkcí organismu nebo i vážná onemocnění. Přebytečných vitamínů (hypervitaminóza) rozpustných ve vodě se organismus dokáže zbavit, a pokud přestane vitamín přijímat, organismus z těla nadbytečné množství vyloučí pomocí moči. U vitamínů rozpustných v tucích to však nefunguje – nejrizikovější je v tomto ohledu vitamín A, u nějž existují případy smrtelných otrav nebo otrav s doživotními následky. Vitamíny jsou nutné k udržení mnohých tělesných funkcí a jsou schopny posilovat a udržovat imunitní reakce.
Vitamín B1 objevil polský biochemik Kazimierz Funk v roce 1912 v otrubách rýže. Funk navrhl název vitamin podle latinského vital a amine = „životně důležité aminy“. Ačkoli podle dnešních poznatků nejde o aminy, název se ujal. Tento termín byl později rozšířen na všechny podobné látky (vitamíny A, B, C, D, E, K a pseudovitamíny).

## Vitamíny rozpustné v tucích
- Vitamín A (retinol a 3,4-didehydroretinol)
- Vitamín D (kalciferoly)
- Vitamín E (tokoferoly)
- Vitamín K (fylochinon a menachinon)

## Vitamíny rozpustné ve vodě
- Vitamín B
  - Vitamín B1 (thiamin, aneurin)
  - Vitamín B2 (riboflavin)
  - Vitamín B3 (niacin)
  - Vitamín B5 (kyselina pantothenová)
  - Vitamín B6 (pyridoxin)
  - Vitamín B7 (biotin, vitamín H)
  - Vitamín B9 (kyselina listová)
  - Vitamín B12 (kobalamin)
- Vitamín C (kys. askorbová, E300)

## Funkce a zdroje vitamínů

### Vitamíny rozpustné v tucích
| Vitamín               | DDD    | Zdroj | Funkce | Hypervitaminóza                                                                                              | Hypovitaminóza |
| --------------------- | ------ | --- | --- | --- | --- |
| Vitamín A             | 0,8 mg | mléčný tuk, vaječný žloutek, játra, maso, v plodech, barevné zelenině jako provitamin (mrkev, pomeranč, brokolice, špenát) | nezbytný pro tvorbu barviv na sítnici, podílí se na syntéze bílkovin v kůži sliznicích                      | apatie, nevolnost a zvracení, suchá kůže, padání vlasů, krvácení, porucha vidění, bolest kloubů              | šeroslepost, vysychání sliznic, zpomalení či zastavení růstu, ztráta chuti                                                  |
| Vitamín D             | 5 µg   | rybí tuk, kvasnice, vejce, mléko, vlastní tvorba v kůži za přítomnosti UV záření                                           | metabolismus (vstřebávání) Ca a P v těle                                                                    | hromadění vápníku v krvi, nechutenství, nevolnost, zvracení, slabost, časté onemocnění, problémy s ledvinami | osteomalacie, pobolívání kostí                                                                                              |
| E (tokoferol)         | 12 mg  | rostlinné oleje, živočišné tuky, obilné klíčky, hovězí maso                                                                | antioxidant, zamezuje hromadění škodlivých látek, pozitivní vliv na pohl. žlázy, správný průběh těhotenství | zhoršení vstřebávání vápníku                                                                                 | poruchy vstřebávání tuků, neurologické potíže, neplodnost, porucha funkce pohlavních žláz, snížení obranyschopnosti, anémie |
| K (antihemorrhagický) | 75 µg  | listová zelenina, kvasnice, tvořen v tenkém střevě činností mikroorganismů                                                 | důležitý pro srážení krve, mineralizaci kostí                                                               | | poruchy krevní srážlivosti                                                                                                  |

### Vitamíny rozpustné ve vodě
- Komplex vitamínů B Pro člověka má význam B1, B2, B6, B12, H a PP faktor. Význam vitamínů B je vztah k látkové výměně ve svalech a nervové tkáni a ke krvetvorbě.

| Vitamín                                  | DDD    | Zdroj                                                                            | Funkce                                                                                       | Hypervitaminóza           | Hypovitaminóza |
| ---------------------------------------- | ------ | -------------------------------------------------------------------------------- | -------------------------------------------------------------------------------------------- | ------------------------- | --- |
| B1 (thiamin, aneurin)                    | 1,1 mg | obiloviny (hlavně klíčky), kvasnice, játra, srdce, ledviny a libové vepřové maso | ovlivňuje metabolismus cukrů v CNS a ve svalech                                              |                           | zvýšená únava, sklon ke křečím svalstva, zánět nervů až nemoc beri-beri                                             |
| B2 (riboflavin, laktoflavin)             | 1,4 mg | mléko, zelenina, kvasnice, játra, srdce a ledviny                                | zasahuje do buněčného dýchání                                                                |                           | malinový jazyk, bolavé ústní koutky, poruchy ústní sliznice                                                         |
| B3 (kys. nikotinová, vitamín PP, niacin) | 16 mg  | játra, ledviny, maso, kvasnice, houby                                            | klíčová pro syntézu RNA, DNA a bílkovin                                                      | zarudlá kůže, pocit tepla | zánět nervů, duševní poruchy, záněty sliznic a kůže, těžké průjmy                                                   |
| B5 (kys. pantotenová)                    | 6 mg   | játra, kvasnice, hrách, maso, ryby, mléko, vejce                                 | účast v oxidoreduktázách, umožňuje syntézu bílkovin, slouží jako koenzym A                   |                           | různé degenerace, pálení chodidel                                                                                   |
| B6 (pyridoxin)                           | 1,4 mg | mléko, kvasnice, obilné klíčky, maso, luštěniny                                  | podporuje účinek vitamínu B1 a B2                                                            |                           | pomalé hojení zánětů, zhoršená regenerace sliznic                                                                   |
| B9 (kys. listová, kys. folová)           | 0,2 mg | listové zeleniny, játra                                                          | ovlivňuje metabolismus aminokyselin, klíčová pro tvorbu červených krvinek                    |                           | chudokrevnost |
| B12 (kobalamin)                          | 2,5 µg | mléčné výrobky, vejce, červené maso, játra, ledviny                              | klíčový pro krvetvorbu                                                                       |                           | perniciozní anémie                                                                                                  |
| C (kys. askorbová)                       | 80 mg  | černý rybíz, citrón, pomeranč, jahody, zelí                                      | katalyzuje oxidaci živin, udržuje dobrý stav vaziva a chrupavek, podporuje tvorbu protilátek |                           | únava, snížená odolnost proti nakažlivým chorobám, krvácení, vypadávání zubů, smrtelné onemocnění kurděje (skorbut) |
| H (biotin, B7)                           | 50 µg  | ořechy, špenát, čočka, chléb                                                     | podporuje růst a dělení všech živočišných buněk                                              |                           | záněty kůže, atrofie, papil jazyka, únavnost, deprese, svalové bolesti, nechutenství                                |

## Vliv vaření na vitamíny
Několik výzkumů zjistilo vliv vyšších teplot a vzduchu/světla na vitamíny. Některé vitamíny jsou dosažitelné z přirozené stravy. 
| Vitamín                    | Rozpustné ve vodě | Stabilní ve vzduchu | Stabilní na světle | Stabilní při vyšší teplotě |
| -------------------------- | ----------------- | ------------------- | ------------------ | -------------------------- |
| Vitamín A                  | ne                | částečně            | částečně           | relativně stabilní         |
| Vitamín C                  | velmi nestabilní  | ano                 | ne                 | ne                         |
| Vitamín D                  | ne                | ne                  | ne                 | ne                         |
| Vitamín E                  | ne                | ano                 | ano                | ne                         |
| Vitamín K                  | ne                | ne                  | ano                | ne                         |
| Thiamin (B1)               | vysoce            | ne                  | ano                | > 100 °C                   |
| Riboflavin (B2)            | mírně             | ne                  | v roztoku          | ne                         |
| Niacin (B3)                | ano               | ne                  | ne                 | ne                         |
| Kyselina pantothenová (B5) | celkem stabilní   | ne                  | ne                 | ano                        |
| Vitamín B6                 | ano               | ?                   | ano                | ?                          |
| Biotin (B7)                | ?                 | ?                   | ne                 |                            |
| Kyselina listová (B9)      | ano               | ?                   | v suchu            | za vysokých teplot         |
| Kobalamin (B12)            | ano               | ?                   | ano                | ne                         |

## Antivitamíny
Antivitamíny jsou přirozené nebo syntetické látky narušující funkci vitamínů nebo jejich vstřebávání do těla, například tím, že vitamíny štěpí na neúčinné látky nebo s nimi tvoří v těle nevyužitelné komplexy.